# Son par ultrasons
L'expression son par ultrasons se réfère aux dispositifs dans lesquels un ultrason modulé génère un son audible sans passer par un récepteur actif, c'est-à-dire un dispositif, généralement électronique, qui lui apporte de la puissance tout en détectant la modulation. Cela se produit quand l'ultrason modulé traverse un milieu non-linéaire qui se comporte, intentionnellement ou pas, comme un circuit détecteur d'enveloppe.

## Principe
Depuis le début des années 1960, les chercheurs ont expérimenté la génération de sons de fréquence audible à partir de l'interaction hétérodyne de faisceaux directionnels d'ondes ultrasoniques. Du fait de leur faible longueur d'onde, les ultrasons peuvent se propager dans un faisceau bien plus étroit que celui issu d'un haut-parleur produisant des fréquences audibles.
Le principe consiste à utiliser un réseau de transducteurs ultrasoniques pour projeter un faisceau étroit d'ultrasons avec une intensité acoustique suffisante, plus de 100 dB SIL, pour changer la vitesse du son dans l'air qu'il traverse, créant une non-linéarité qui provoque la détection de la modulation. Il en résulte un son qui ne peut s'entendre que dans le faisceau ultrasonique, ou qui semble provenir de toute surface dure que touche le faisceau. Cette technique permet de projeter à distance un son qui ne serait audible que dans une aire restreinte, ou de constituer une véritable spatialisation sonore, les sons pouvant provenir de n'importe quelle partie des parois d'un local.

## Historique
Le principe de la constitution d'un faisceau étroit par un réseau de transducteurs a d'abord été utilisé sous l'eau pour le sonar. La taille du réseau nécessaire est au moins de l'ordre de grandeur de la longueur d'onde de la fréquence transmise. Les réseaux constituant des faisceaux étroits sont bien plus petits avec des ultrasons.
Les acousticiens américains Bennett et Blastock ont présenté un premier dispositif en 1975, mais il ne pouvait reproduire un signal audio complexe. Une équipe a présenté en 1983 un système constitué de plusieurs centaines de transducteurs piézo-électriques modulant une fréquence porteuse de 40 kHz capable de projeter un signal audio avec une bande passante presque complète, mais une forte distorsion.
L'optimisation des transducteurs et le traitement du signal avant la modulation permettent théoriquement de réduire la distorsion à des niveaux comparables à ceux des enceintes acoustiques.

## Applications
Des sociétés ont proposé ou proposent des systèmes exploitant ce principe, sans que celui-ci s'impose face aux haut-parleurs et aux réseaux de haut-parleurs conventionnels.
Dans plusieurs pays, comme la Suisse, les ultrasons sont assimilés, réglementairement, au bruit. Les émissions d'ultrasons doivent respecter les mêmes valeurs limites que les nuisances sonores audibles. De ce fait, le système y est inapplicable.